# Arijevsko bratstvo
Arijevsko bratstvo (енгл. The Aryan Brotherhood) uglavnom djeluje u jugozapadnim i pacifičkim dijelovima SAD-a, ali se neprestano širi. Iako čine manje od jedan posto zatvorske populacije, odgovorni su za čak 18 posto ubistava u američkim zatvorima.

## Istorija
Arijevsko bratstvo je jedina bijela zatvorena banda stvorena 1960. godine u zatvoru San Kventin.  Već samo ime i simboli poput kukastog krsta jasno pokazuju da je reč o nacističkoj organizaciji, koja se prvo bavila samo sukobima sa afroameričkim ili latinoameričkim zatvorenicima. Međutim, vremenom su ilegalni poslovi postali važniji od ideologije, pa sarađuju s meksičkim kartelima i afroameričkim bandama, poput Gangsterovih šegrta. Čime se bave: Ubistva, iznuđivanje, ucjene, kocka, prodaja droge, zatvorska prostitucija, trgovina oružjem, borbe pasa.
U zatvoru San Kventin tokom 1950-ih, odmetnička motociklistička banda sa jakim irskim korjenima formirala je bradavice dijamantskih zuba. Glavna svrha bande bila je da zaštiti bijele zatvorenike od napada drugih rasnih grupa unutar zatvora. Ime, dijamantski zub, izabrano je zato što su mnogi u bandi imali sitne komade stakla ugrađene u zube.
Početkom 1960-ih, željeći veću kontrolu, banda je proširila svoje napore regrutovanja kako bi privukla više bijelih suprematista i nasilnih zatvorenika. Kako su bande rasle, promenile su ime iz Dijamantskog zuba u Plava ptica.
Do kasnih 1960-ih, rasni nemiri su se povećali širom zemlje, došlo je do desegregacije unutar zatvora, a rasne tenzije su postajale sve jače u zatvorskim dvorištima.
Crna gerilska porodica, banda sastavljena od crnih članova, postala je prava pretnja Plavim pticama i grupa je tražila od drugih bijelih zatvorskih bandi da formiraju savez koji je postao poznat kao Arijevsko bratstvo.
Filozofija "Krv u krvi" je preuzela vlast i AB je bjesnio u ratu zastrašivanja i kontrole u zatvoru. Tražili su poštovanje svih zatvorenika i ubijali da bi ga dobili.
Tokom 1980-ih, sa netaknutom kontrolom, svrha AB-a se promjenila sa toga da bude samo zaštitni štit za bijelce. Oni su takođe tražili potpunu kontrolu nad ilegalnim zatvorskim aktivnostima radi finansijske dobiti. Kako je članstvo u bandama raslo i članovi su pušteni iz zatvora i ponovo ušli u druge zatvore, postalo je jasno da je potreban organizacioni sistem.Deo AB koji je uspostavio strogu organizacionu strukturu bila je odluka da postoje dvije frakcije – federalna frakcija koja bi kontrolisala aktivnosti bandi u saveznim zatvorima i fiskalna država u Kaliforniji koja je zadržala kontrolu nad državnim zatvorima. Kako se navodi u izveštajima FBI, najveći problem u borbi protiv Arijevskog bratstva je taj što je većina vođa već u zatvorima osuđena na doživotne robije. Bave se trgovinom kokaina, heroina, marihuane i metamfetamina u zatvorima i na ulicama.
Arijevsko bratstvo, koje u znaĉajnom obimu kontroliše zatvorski sistem, organizuje i kontroliše distribuciju droge unutar zatvora, ali u znaĉajnom obimu i van zatvora. Ta grupacija deluje u svim zatvorima u Americi, organizatori postaju veoma bogati i uticajni, a njihova "vojska" veoma surova i agresivna. Ĉesto izazivaju ozbiljne sukobe koji se završavaju sa žrtvama, kako među osuđenicima, tako i među stražarima. Svake godine na desetine zatvorskih stražara nastrada od napada zatvorenika.